# 三和交通 (東京都)
三和交通株式会社（さんわこうつう）は、東京都荒川区南千住に拠点を置く1949年（昭和24年）創業のタクシー会社である。大手タクシー無線営業協同組合であるチェッカーキャブに所属していたが、2020年（令和2年）4月から国際自動車と提携している。保有車両台数タクシー164台。